# Gornja vas, Zreče
Gornja vas este o localitate din comuna Zreče, Slovenia, cu o populație de 48 de locuitori.